# Abdusalom Dehoti
Abdusalom Dehoti (tadż. Абдусалом Деҳотӣ, ur. 14 marca 1911 w Samarkandzie, zm. 30 stycznia 1962 w Duszanbe) – tadżycki pisarz i krytyk literacki.

## Życiorys
Urodził się w rodzinie rzemieślnika. W 1929 opublikował swoje pierwsze wiersze. Tworzył głównie pod wpływem Ajniego. W latach 1932–1934 opublikował zbiory wierszy Taronam Mehnat (Pieśni Pracy), Mewai Oktiabr (Owoce Października) i poemat Manzarahoi Segona (Trzy widoki). Pisał również sztuki teatralne i opowiadania satyryczne. Wydawał utwory Rudakiego, Sadiego i Nizamiego. Jego dramat Szuriszy Wosa (Powstanie Wosy) stał się kanwą dla libretta pierwszej tadżyckiej opery.